# Фэн Дэ, Матвей
Матвей Фэн Дэ  (кит. 馮德 穆迪, 1855 г., провинция Шаньси, Китай — 9.07.1900 г., Тайюань, Китай) — святой Римско-Католической Церкви, мученик.

## Биография
Фэн Дэ родился в 1855 году в одной из деревень провинции Шаньси. После обращения в католицизм, принял крещение и в 1893 году он вместе со своей семьёй покинул родную деревню и отправился в Тайюань. Через некоторое время у Матвея Фэн Дэ стало ухудшаться зрение и он не мог содержать свою семью. Местный католический епископ, чтобы помочь Матвею Фэн Дэ взял его на работу ночным сторожем в католическом соборе.
В 1899—1900 гг. в Китае вспыхнуло ихэтуаньское восстание, во время которого жестоко преследовались христиане. Губернатор провинции Шаньси арестовал группу католиков, среди которых были епископы Григорий Грасси, Франциск Фоголлу и Элиа Факкини, а также трёх священников, семь монахинь из Европы, семь семинаристов, 10 катехизаторов и несколько женщин-вдов. Также были арестованы протестантские пасторы со своими семьями. Среди арестованных был Матвей Фэн Дэ, который был расстрелян 9 июля 1900 года вместе с другими арестованными.

## Прославление
Матвей Фэн Дэ был беатифицирован 24 ноября 1946 года Римским Папой Пием XII вместе и канонизирован 1 октября 2000 года Римским Папой Иоанном Павлом II вместе с группой 120 китайских мучеников.
День памяти в Католической Церкви — 9 июля.

## Источник
- George G. Christian OP, Augustine Zhao Rong and Companions, Martyrs of China, 2005, стр. 35